# Чейн, Джон
Джон Чейн (англ. John Cheyne; 3 февраля 1777, Лейт, Шотландия — 31 января 1836, Бакингемшир, Англия,  Великобритания) — британский медик, в настоящее время известный благодаря тому, что его именем названо дыхание Чейна — Стокса — симптом, который он описал одним из первых.
Чейн родился и вырос в семье врача, поступил в Эдинбургский университет в 15-летнем возрасте, а в 18 лет получил диплом доктора. Затем он поступил на армейскую службу в качестве военного врача и участвовал в подавлении Ирландского восстания 1798 года. С 1799 года Чейн был ассистентом своего отца, а с 1809 г. самостоятельно практиковал в Дублине. В 1820 г. он занял должность главного медика Британских вооружённых сил в Ирландии. В 1831 г. по состоянию здоровья вышел в отставку.
Среди трудов Чейна — книга «Очерки о детских болезнях» (англ. Essays of Diseases of Children; 1801), исследование «Патология связок и бронхов» (англ. Pathology of the Membrane of the Larynx and Bronchia; 1809) и др.